# 下川入村
下川入村（しもかわいりむら）は、神奈川県の中央部に位置した愛甲郡にかつてあった村である。
1946年6月1日に三田村、棚沢村、妻田村、及川村、林村と合併し睦合村となった。

## 歴史
- 1889年4月1日 - 町村制施行により、愛甲郡下川入村が発足。
- 1946年6月1日 - 三田村、棚沢村、妻田村、及川村、林村と合併し睦合村となった。